# Piszczenie cewek
Piszczenie cewek (ang. coil noise, potocznie coil whine) – niepożądane zjawisko pojawiające się w produktach elektronicznych. Polega ono na tym, że cewki umieszczone w sekcji zasilania podzespołu, który pracuje pod dużym obciążeniem, zaczynają wibrować oraz generować uporczywe, nieprzyjemne dla człowieka dźwięki o wysokiej częstotliwości.
Zjawisko to występuje najczęściej wtedy, gdy częstotliwość rezonansowa zwojów cewki jest zbliżona do częstotliwości rezonansowej układu elektronicznego lub w przypadku słabego przymocowania cewki do płytki drukowanej. Bardzo często dotyczy cewek umieszczonych w kartach graficznych, zasilaczach, płytach głównych i w telewizorach.
Niektórzy producenci izolują cewki w celu uniknięcia pisku. W rozwiązaniu tego problemu niekiedy pomaga zmiana zasilacza.
W drugiej połowie 2014 problem piszczących cewek wystąpił w dużej części kart GeForce GTX 970 produkowanych przez firmę Nvidia.